# 도카치다케

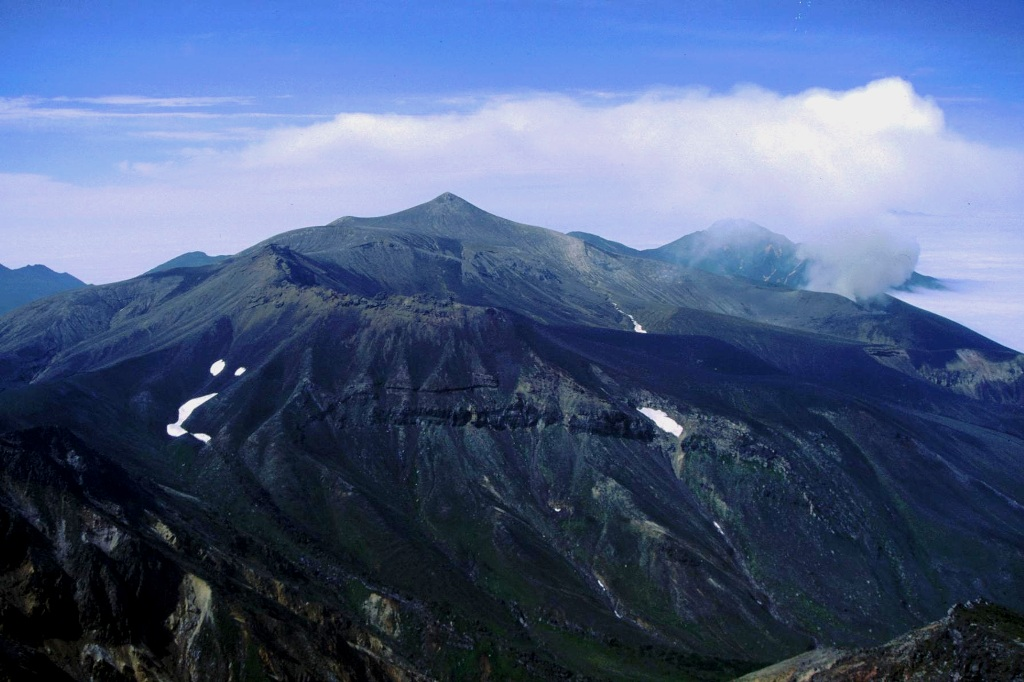
도카치다케

도카치다케(十勝岳)은 일본 홋카이도 중앙부의 가미카와 관내의 비에이정, 가미후라노정, 도카치 관내의 신토쿠정에 걸쳐 있는 해발 2,077m의 활화산이다. 다이세쓰산 국립공원의 도카치다케 연봉(十勝岳連峰)의 주봉이다. 일본 백명산과 꽃의 백명산에에 선정되어 있다.

## 등산

### 등산로
도카치다케의 등산 루트는 다양하다. 도카치다케 망악대, 후키가미온천, 도카치다케 온천등 비교적 높은 곳까지 도로가 포장되어 있으며, 비교적 완만해 여름에는 일반 등산인들도 쉽게 등산할 수 있다. 따라서 다이세키 청소년 교류의 집에서 숙박 학습을 하는 고등학생 등의 집단 등산에 자주 이용되고 있다.

## 사진

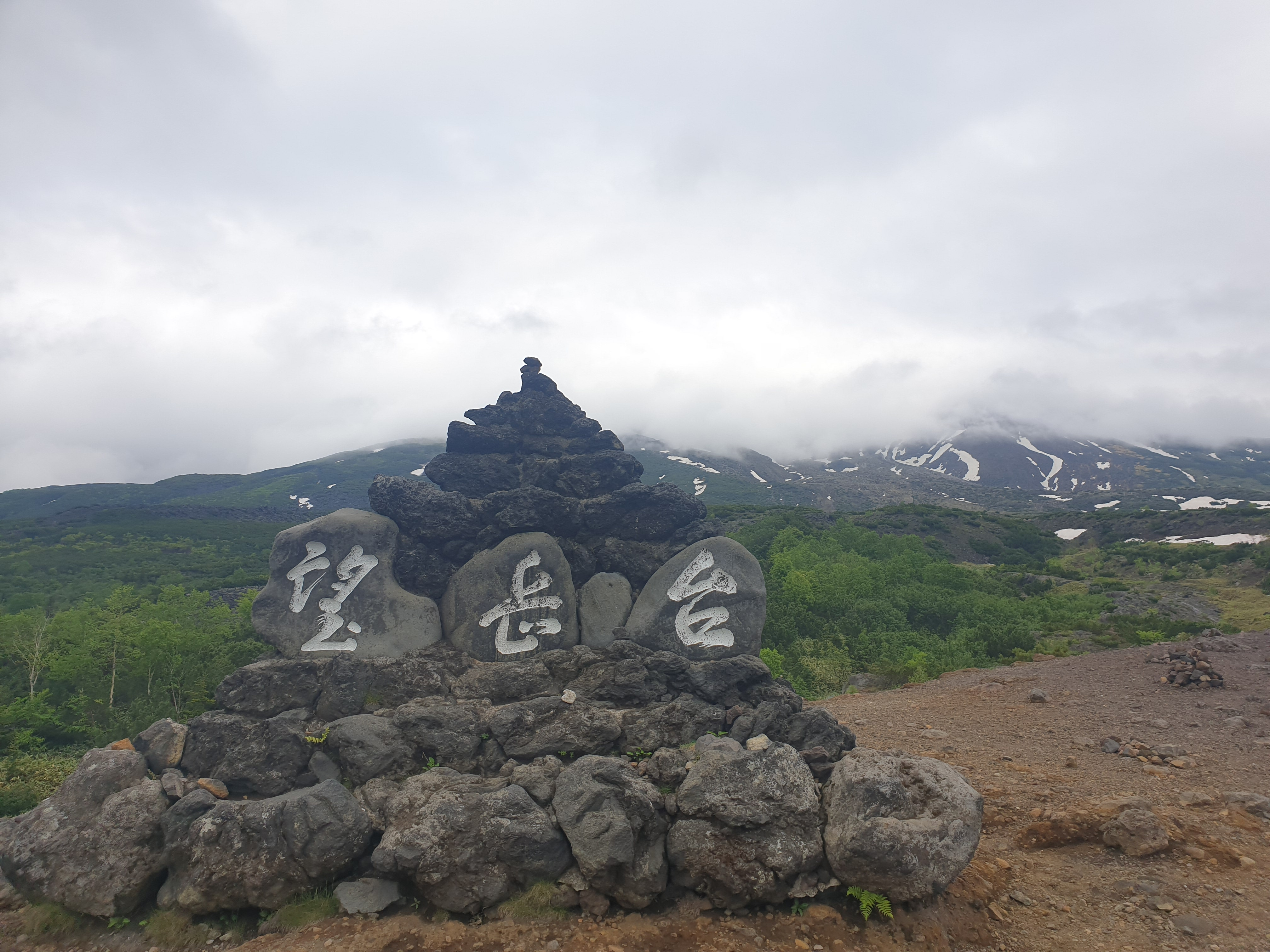
도카치다케 망악대